# أنسل بريغز
أنسل بريغز (بالإنجليزية: Ansel Briggs)‏ هو سياسي أمريكي، ولد في 3 فبراير 1806 في شورهام في الولايات المتحدة، وتوفي في 5 مايو 1881 في أوماها في الولايات المتحدة. حزبياً، نشط في الحزب الديمقراطي. وقد انتخب حاكم أيوا ‏ (3 ديسمبر 1846 – 4 ديسمبر 1850).